# Рипољет
Рипољет (шп. Ripollet) град је у Шпанији у аутономној заједници Каталонија у покрајини Барселона. Према процени из 2017. у граду је живело 37 648 становника.

## Становништво
Према процени, у граду је 2017. живело 37 648 становника.
| 2017.  |
| ------ |
| 37.648 |